# Cirrochroa swinhoei
Cirrochroa swinhoei är en fjärilsart som beskrevs av Butler 1881. Cirrochroa swinhoei ingår i släktet Cirrochroa och familjen praktfjärilar. Inga underarter finns listade i Catalogue of Life.